# Кулицька
Кулицька (рос. Кулицкая) — залізнична станція в Калінінському районі Тверської області Російської Федерації.
Населення становить 951 особу. Входить до складу муніципального утворення Кулицьке сільське поселення.

## Історія
Від 2005 року входить до складу муніципального утворення Кулицьке сільське поселення.

## Населення
| 1859 | 1997  | 2002 | 2010 |
| ---- | ----- | ---- | ---- |
| 12   | ↗1264 | ↘977 | ↘951 |